# No soy una señora
«No soy una señora» es la versión en español de la canción Non sono una signora, compuesta  Ivano Fossati e interpretada por la cantante italiana Loredana Bertè, track 6 en su disco "Translocando", de 1982. 
La versión en español fue cantada por la cantante peruana nacionalizada venezolana, Melissa Griffiths, en el año de 1984. 
En el mismo año 1984 se contó con la versión de Lucía Méndez llamada «Ella es una señora ».
En 2009 «No soy una señora» por María José.
La canción fue originalmente traducida por Peter Daniels.